# Plainfield (condado de Waushara, Wisconsin)
Plainfield es un pueblo ubicado en el condado de Waushara en el estado estadounidense de Wisconsin. En el Censo de 2010 tenía una población de 550 habitantes y una densidad poblacional de 6,33 personas por km².

## Geografía
Plainfield se encuentra ubicado en las coordenadas 44°12′24″N 89°32′20″O / 44.20667, -89.53889. Según la Oficina del Censo de los Estados Unidos, Plainfield tiene una superficie total de 86.95 km², de la cual 86.92 km² corresponden a tierra firme y (0.04%) 0.03 km² es agua.

## Demografía
Según el censo de 2010, había 550 personas residiendo en Plainfield. La densidad de población era de 6,33 hab./km². De los 550 habitantes, Plainfield estaba compuesto por el 88.91% blancos, el 1.09% eran afroamericanos, el 0% eran amerindios, el 0.18% eran asiáticos, el 0% eran isleños del Pacífico, el 5.64% eran de otras razas y el 4.18% pertenecían a dos o más razas. Del total de la población el 10.91% eran hispanos o latinos de cualquier raza.